# Plymouth Rock
Plymouth Rock (lit., 'roca de Plymouth') es el sitio tradicional de desembarco de William Bradford y los peregrinos del Mayflower que fundaron la colonia de Plymouth (en la actual Plymouth, Massachusetts) en 1620. Los peregrinos no se refirieron a Plymouth Rock en ninguno de sus escritos; la primera referencia por escrito conocida a la roca data de 1715, cuando se describió en los registros de los límites de la ciudad como «una gran roca». La primera afirmación documentada de que Plymouth Rock fue el lugar de desembarco de los peregrinos fue hecha por  el anciano Thomas Faunce en 1741, 121 años después de que los peregrinos llegaran a Plymouth. Desde ese momento hasta el presente, Plymouth Rock ha ocupado un lugar prominente en la tradición estadounidense y ha sido interpretado por las generaciones posteriores como un símbolo tanto de las virtudes como de los defectos de los primeros ingleses que colonizaron Nueva Inglaterra. En 1774, la roca se partió por la mitad durante un intento de arrastrarla a Town Square en Plymouth. La parte superior (el fragmento ahora visible), asentada en Town Square, se trasladó luego al Museo Pilgrim Hall en 1834 y fue devuelta a su sitio original en la costa de Plymouth Harbour en 1880. Hoy en día está instalada debajo de un canopio de granito diseñado por McKim, Mead & White.

## Historia de Plymouth Rock

### Historia temprana e identificación
La roca de Plymouth está clasificada geológicamente como una roca de granito de Dedham y es un bloque errático. Las dos fuentes primarias más significativas en la fundación de la colonia de Plymouth son la Mourt's Relation  de Edward Winslow y la historia de Bradford Of Plymouth Plantation, y ninguna de ellas se refiere a Plymouth Rock. La roca atrajo la atención pública por primera vez en 1741 cuando los residentes de Plymouth comenzaron los planes para construir un muelle que la enterraría. Antes de que comenzara la construcción, un anciano de 94 años de la iglesia llamado Thomas Faunce declaró que la roca había sido el lugar de desembarco de los peregrinos del Mayflower.  Pidió que lo llevaran ante la roca para despedirse. Según el historiador de Plymouth  James Thacher:

Se le consiguió una silla y el venerable [Faunce] se trasladó a la orilla, donde varios de los habitantes se reunieron para presenciar la bendición del patriarca. Después de haber señalado la roca directamente debajo de la orilla de Cole's Hill, que su padre le había asegurado era la que había recibido los pasos de nuestros padres en su primera llegada, y que debía ser perpetuada para la posteridad, la empapó con sus lágrimas y le dijo  adiós para siempre.
A chair was procured, and the venerable [Faunce] conveyed to the shore, where a number of the inhabitants were assembled to witness the patriarch's benediction. Having pointed out the rock directly under the bank of Cole's Hill, which his father had assured him was that which had received the footsteps of our fathers on their first arrival, and which should be perpetuated to posterity, he bedewed it with his tears and bid to it an everlasting adieu.

El padre de Faunce había llegado a la colonia a bordo del barco  Anne en 1623, justo dos años después del desembarco del Mayflower. El anciano Faunce había nacido en 1647 cuando muchos de los peregrinos del Mayflower aún vivían, por lo que su afirmación causó una fuerte impresión en la gente de Plymouth. El muelle fue construido pero la roca quedó intacta, sobresaliendo la parte superior de la tierra para que fuera visible a los visitantes curiosos.

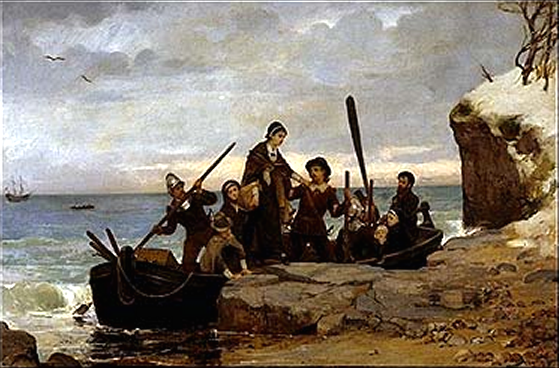
The Landing of the Pilgrims ("El desembarco de los peregrinos"), obra de Henry A. Bacon, 1877

Las generaciones más recientes han cuestionado la afirmación de Faunce, alegando que habría inventado la historia o que no le habrían contado los hechos ciertos, dado que no fue testigo presencial del evento. El periodista Bill Bryson, por ejemplo, escribió: «Lo único que los peregrinos no hicieron fue ir a Plymouth Rock»,  argumentando que la roca habría sido un punto de desembarco poco práctico. Otros han cuestionado la importancia de la roca basándose en el hecho de que los peregrinos desembarcaron por primera vez del Mayflower en Provincetown, Massachusetts, para explorar Cape Cod, más de un mes antes de llegar al puerto de Plymouth. En 1851, un grupo de residentes de Cape Cod formó la «Cape Cod Association» con el propósito de promover a Provincetown como lugar del desembarco original de los peregrinos. Tales esfuerzos finalmente llevaron a la construcción del Monumento de Pilgrim en Provincetown, que se completó en 1910.

### Movimientos

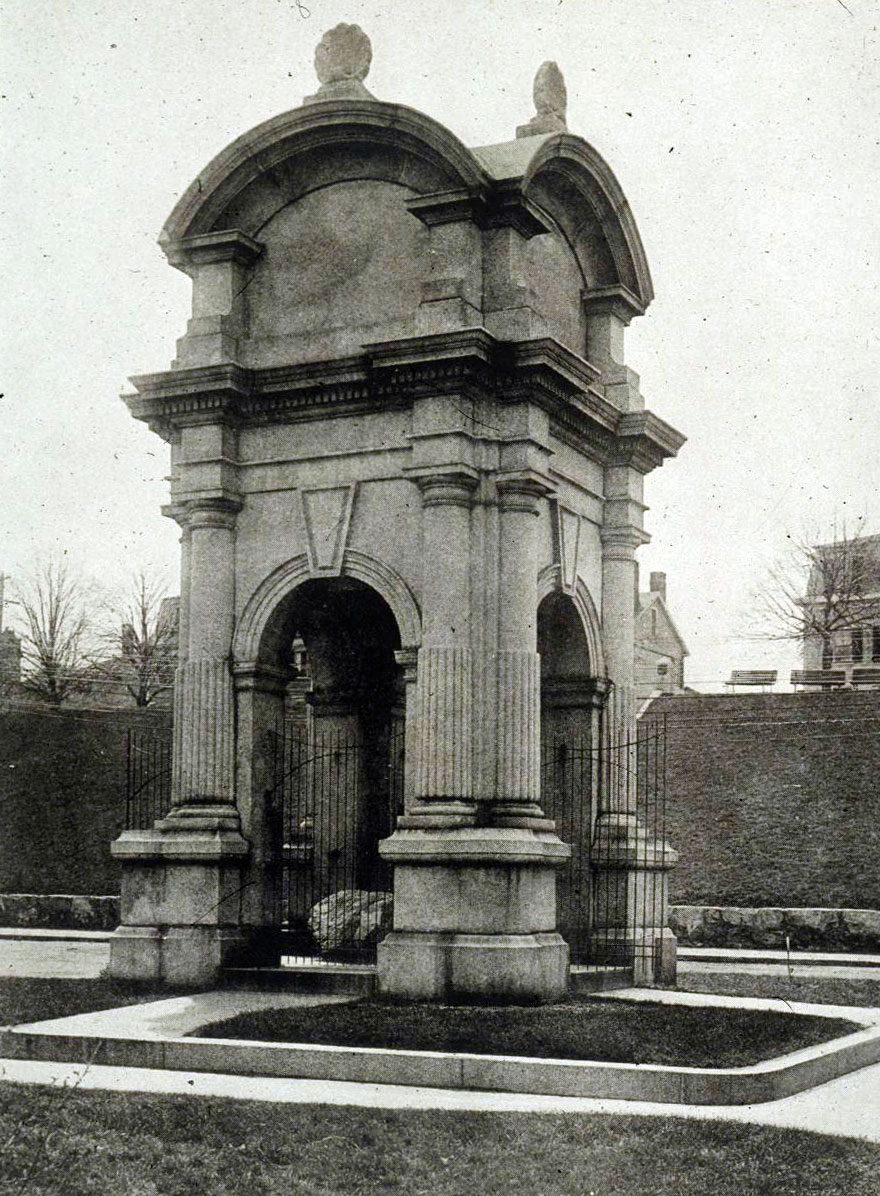
El dosel monumental de 1867 que albergó la roca de Plymouth hasta 1920.

El coronel Theophilus Cotton (hijo de Josiah Cotton, un magistrado de Plymouth) y la gente de Plymouth decidieron mover la roca en 1774. Se dividió en dos partes, dejando la parte inferior en el muelle y llevando la parte superior reubicada a la casa de reuniones de la ciudad. El capitán William Coit escribió en el Pennsylvania Journal del 29 de noviembre de 1775 que llevó a marineros británicos cautivos a tierra «sobre la misma roca que nuestros ancestros pisaron por primera vez».
La parte superior de la roca se trasladó desde el centro de reuniones de Plymouth al Pilgrim Hall en 1834. En 1859, la Sociedad de Peregrinos comenzó a construir un dosel victoriano diseñado por Hammatt Billings en el muelle sobre la parte inferior de la roca, que fue completado en 1867. La parte superior de la roca se trasladó desde Pilgrim Hall a su ubicación original en el muelle en 1880 y se reincorporó a la parte inferior, y se grabó en ella la fecha «1620».
En 1920, la roca fue reubicada temporalmente para que los antiguos muelles pudieran ser retirados y el litoral re-acondicionado según un diseño del notable arquitecto paisajista Arthur Shurcliff, disponiendo un paseo marítimo detrás de un dique bajo de tal manera que, cuando la roca fuera devuelta a su sitio original, estaría al nivel del agua. El cuidado de la roca fue entregado al Commonwealth de Massachusetts, y se construyó un pórtico dórico romano muy sobrio, diseñado por McKim, Mead & White para ver la roca lavada por la marea protegida por rejas.
Durante los muchos viajes de la roca por la ciudad de Plymouth, se tomaron, compraron y vendieron numerosas piezas. Hoy en día, se conserva aproximadamente 1⁄3 de la parte superior. Se estima que la roca original pesaba 9100 kg. Algunos documentos indican que los turistas o los cazadores de suvenires lo derribaron, aunque no se han retirado piezas desde 1880. Hoy en día hay piezas en el Museo Pilgrim Hall, así como en el Patent Building en el Smithsonian.
En 1835, el autor francés Alexis De Tocqueville escribió:

Esta roca se ha convertido en un objeto de veneración en los Estados Unidos. He visto fragmentos cuidadosamente conservados en varias ciudades de la Unión. ¿Esto demuestra suficientemente que todo el poder y la grandeza humana está en el alma del hombre? Aquí hay una piedra que los pies de unos pocos marginados presionaron durante un instante; y la piedra se hace famosa; es atesorada por una gran nación; Su mismo polvo se comparte como una reliquia.
This Rock has become an object of veneration in the United States. I have seen bits of it carefully preserved in several towns in the Union. Does this sufficiently show that all human power and greatness is in the soul of man? Here is a stone which the feet of a few outcasts pressed for an instant; and the stone becomes famous; it is treasured by a great nation; its very dust is shared as a relic.

Una pieza de 18 kg de la roca se encuentra sobre un pedestal en el claustro de la histórica iglesia de los Peregrinos de Plymouth en Brooklyn Heights, Nueva York. La iglesia fue formada por una fusión de la Iglesia de Plymouth y la Iglesia de los Peregrinos y fue pastoreada originalmente por Henry Ward Beecher, hermano de la autora Harriet Beecher Stowe.

### sigloXX

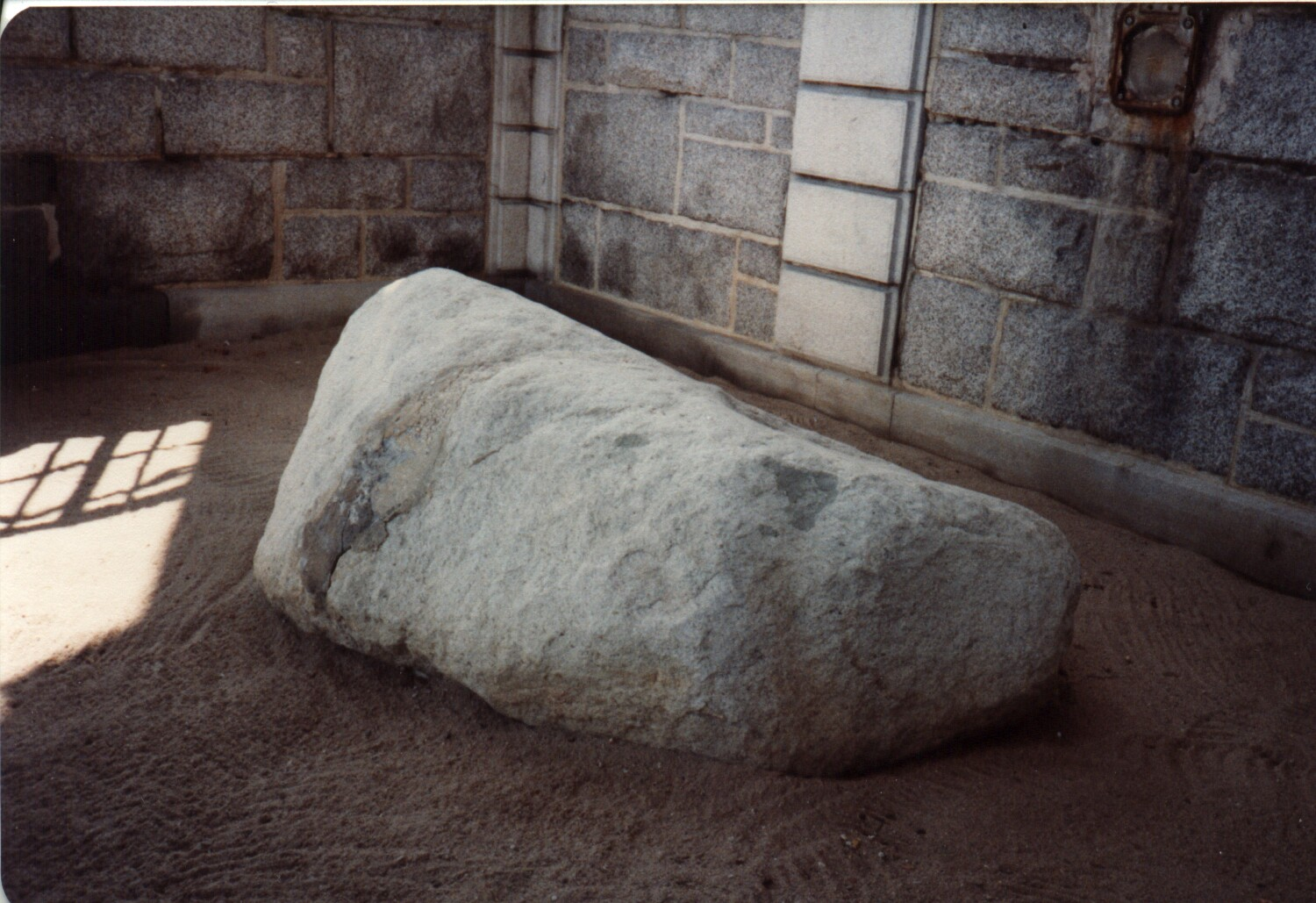
La roca de Plymouth ahora descansa a nivel del mar

Cole Porter hace una alusión cómica a Plymouth Rock en la canción del título del musical Anything Goes de 1934, imaginando que, si los puritanos tuvieran que "enfrantar" las costumbres modernas, en lugar de desembarcar en Plymouth Rock, Plymouth Rock desembarcaría sobre ellos. Malcolm X repitió las imágenes en un discurso sobre el nacionalismo negro: «No desembarcamos en Plymouth Rock. La roca cayó sobre nosotros».
Plymouth Rock ha ocupado un lugar destacado en la política india americana en los Estados Unidos, particularmente como un símbolo de las guerras que comienzan con la Guerra del Rey Felipe (1675-1678), conocida como la Primera Guerra India. Ha sido ceremoniosamente enterrada dos veces por activistas de los derechos de los indios, una vez en 1970 y otra vez en 1995, como parte de las protestas del Día Nacional del Luto.

### Estado actual
Hoy en día, Plymouth Rock es administrado por el Departamento de Conservación y Recreación del Commonwealth de Massachusetts como parte del Parque Estatal Pilgrim Memorial. Desde finales de mayo hasta el Día de Acción de Gracias, Pilgrim Memorial cuenta con intérpretes del parque que informan a los visitantes sobre la historia de Plymouth Rock y responden a sus preguntas.